# Moonlight Mile
Moonlight Mile (br: Vida que Segue / pt: Sonhos Desfeitos) é um filme estadunidense de 2002, do gênero drama, escrito e dirigido por Brad Silberling. O título é tirado de canção homônima dos Rolling Stones.
O filme é ambientado em 1973 e canções daquela época são intensamente apresentadas, incluindo a canção dos Rolling Stones com o mesmo título do filme e outras de Van Morrison, Bob Dylan e Elton John.

## Sinopse
O filme é sobre um casal jovem que está com casamento marcado, mas a noiva é assassinada a tiros 3 dias depois que o noivo chega à sua cidade para a cerimônia. Na seqüência, o noivo e os pais da noiva devem lidar com a questão da morte inesperada e continuar a vida. Aparecem breves cenas do julgamento do assassino. Contudo, a trama trata especialmente do relacionamento entre o noivo-viúvo e seus futuros sogros, bem como dele com uma jovem que encontra na agência dos correios da cidade logo após o funeral.

## Elenco
- Jake Gyllenhaal
- Dustin Hoffman
- Susan Sarandon
- Ellen Pompeo
- Holly Hunter
- Michael Clarke Duncan